# Chile na Zimowych Igrzyskach Olimpijskich 2014
Chile na Zimowych Igrzyskach Olimpijskich 2014 – kadra sportowców reprezentujących Chile na igrzyskach w 2014 roku w Soczi. Kadra liczyła 6 sportowców.

## Skład reprezentacji

### Biegi narciarskie

#### Mężczyźni
| Konkurencja            | Zawodnik                 | Kwalifikacje | Kwalifikacje | Ćwierćfinały | Ćwierćfinały | Półfinały | Półfinały | Finały | Finały  |
| Konkurencja            | Zawodnik                 | Czas         | Miejsce      | Czas         | Miejsce      | Czas      | Miejsce   | Czas   | Miejsce |
| ---------------------- | ------------------------ | ------------ | ------------ | ------------ | ------------ | --------- | --------- | ------ | ------- |
| Sprint stylem dowolnym | Yonathan Jesús Fernández | 4:58,63      | 84.          | NQ           | NQ           | NQ        | NQ        | NQ     | NQ      |

### Narciarstwo alpejskie

#### Kobiety
| Konkurencja     | Zawodniczka     | Zjazd 1. | Zjazd 1. | Zjazd 2. | Zjazd 2. | Suma    | Miejsce |
| Konkurencja     | Zawodniczka     | Czas     | Miejsce  | Czas     | Miejsce  | Suma    | Miejsce |
| --------------- | --------------- | -------- | -------- | -------- | -------- | ------- | ------- |
| Zjazd           | Noelle Barahona | —        | —        | —        | —        | 1:49,70 | 34.     |
| Slalom gigant   | Noelle Barahona | 1:25,02  | 45.      | 1:24,84  | 43.      | 2:49,86 | 42.     |
| Slalom          | Noelle Barahona | DNF      | DNF      | DNF      | DNF      | DNF     | DNF     |
| Superkombinacja | Noelle Barahona | DNF      | DNF      | DNF      | DNF      | DNF     | DNF     |

#### Mężczyźni
| Konkurencja     | Zawodnik         | Zjazd 1. | Zjazd 1. | Zjazd 2. | Zjazd 2. | Suma    | Miejsce |
| Konkurencja     | Zawodnik         | Czas     | Miejsce  | Czas     | Miejsce  | Suma    | Miejsce |
| --------------- | ---------------- | -------- | -------- | -------- | -------- | ------- | ------- |
| Zjazd           | Henrik von Appen | 2:13,16  | 41.      | —        | —        | 2:13,16 | 41.     |
| Supergigant     | Henrik von Appen | 1:21,88  | 32.      | —        | —        | 1:21,88 | 32.     |
| Supergigant     | Eugenio Claro    | 1:23,31  | 45.      | —        | —        | 1:23,31 | 45.     |
| Slalom gigant   | Henrik von Appen | DNF      | DNF      | DNF      | DNF      | DNF     | DNF     |
| Slalom gigant   | Eugenio Claro    | DNF      | DNF      | DNF      | DNF      | DNF     | DNF     |
| Slalom          | Eugenio Claro    | 57,08    | 63.      | DNF      | DNF      | DNF     | DNF     |
| Superkombinacja | Henrik von Appen | 1:58,49  | 40.      | 1:00,42  | 30.      | 2:58,91 | 32.     |

### Narciarstwo dowolne

#### Kobiety
| Konkurencja | Zawodniczka     | Kwalifikacje | Kwalifikacje | Finały | Finały  |
| Konkurencja | Zawodniczka     | Wynik        | Miejsce      | Wynik  | Miejsce |
| ----------- | --------------- | ------------ | ------------ | ------ | ------- |
| Slopestyle  | Dominique Ohaco | 69.60; 51.40 | 13.          | NQ     | NQ      |

| Konkurencja | Zawodniczka       | Kwalifikacje | Kwalifikacje | Ćwierćfinał | Półfinał | Finał | Miejsce końcowe |
| Konkurencja | Zawodniczka       | Wynik        | Pozycja      | Ćwierćfinał | Półfinał | Finał | Miejsce końcowe |
| ----------- | ----------------- | ------------ | ------------ | ----------- | -------- | ----- | --------------- |
| Skicross    | Stephanie Joffroy | DNF          | 28.          | 2.          | DNF      | NQ    | 16.             |